# Шовковицеві
Шовкови́цеві, або тутові (Moraceae) — родина рослин порядку розоцвітих, що включає дерева, кущі, ліани і невелику кількість трав. Родина налічує приблизно 39 родів і понад 1100 видів, які поширені в тропічних і тепло-помірних областях світу. Більшість видів вирізняється соком молочного кольору (молочним соком).
Листки прості, чергуються або інколи супротивні, з маленькими поперечними прилистками. Іноді прилистки формують шапочку над брунькою і залишають циліндричні рубці. Квітки одностатеві, непоказні, дрібні, правильної форми, часто густо зібрані у висячу сережку. Здебільшого оцвітина складається з 4-5 одноманітних листочків; набагато рідше за листочки менше або вони відсутні зовсім. Зазвичай чоловіча квітка має 4 тичинки, по одній навпроти кожного листочка приквітника. У жіночої квітки є двокарпельна (двоплодолисткова) маточка, що найчастіше складається з двох частин, хоча одна з них може бути редукованою. Зав'язь верхня або нижня, кожна несе в собі один одногніздний насінний зачаток. Плід може бути кістянкою або горішком, поодинокі плоди часто зростаються у складний плід (супліддя).

Представники родини слугують кормовою базою для шовковичного шовкопряда, трапляються також і отруйні, наприклад анчар.

Різновиди шовковицевих
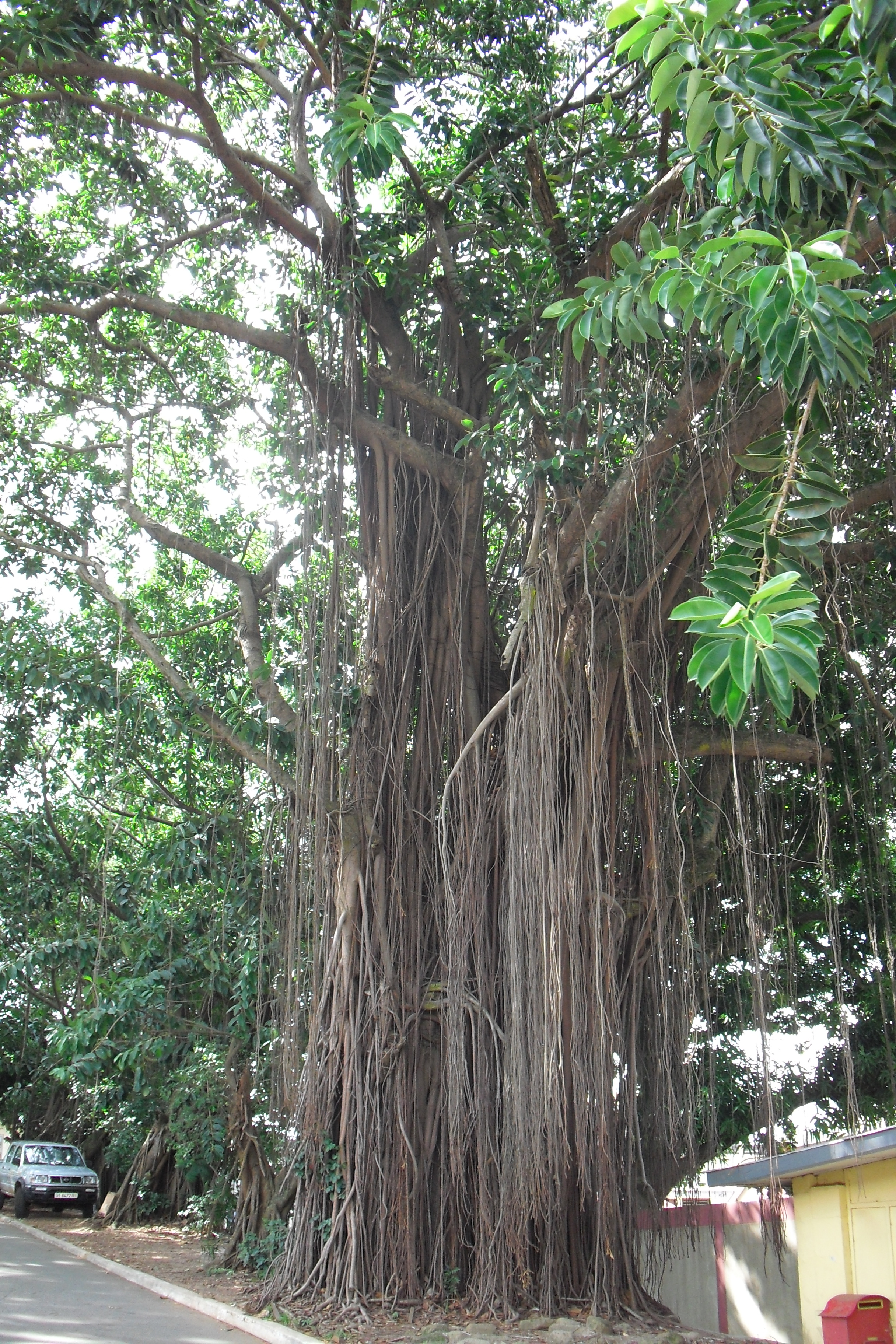
Ficus elastica
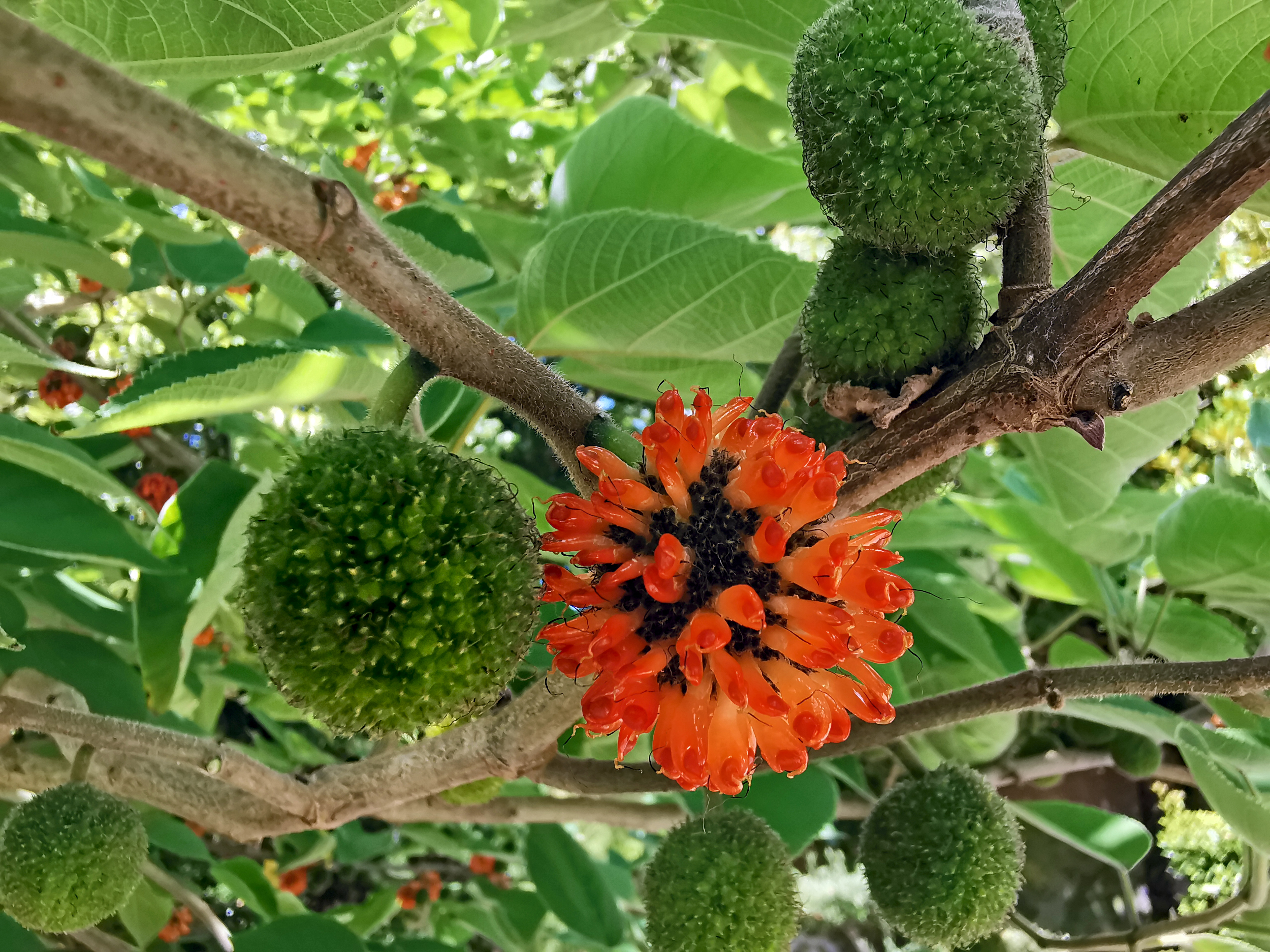
Broussonetia
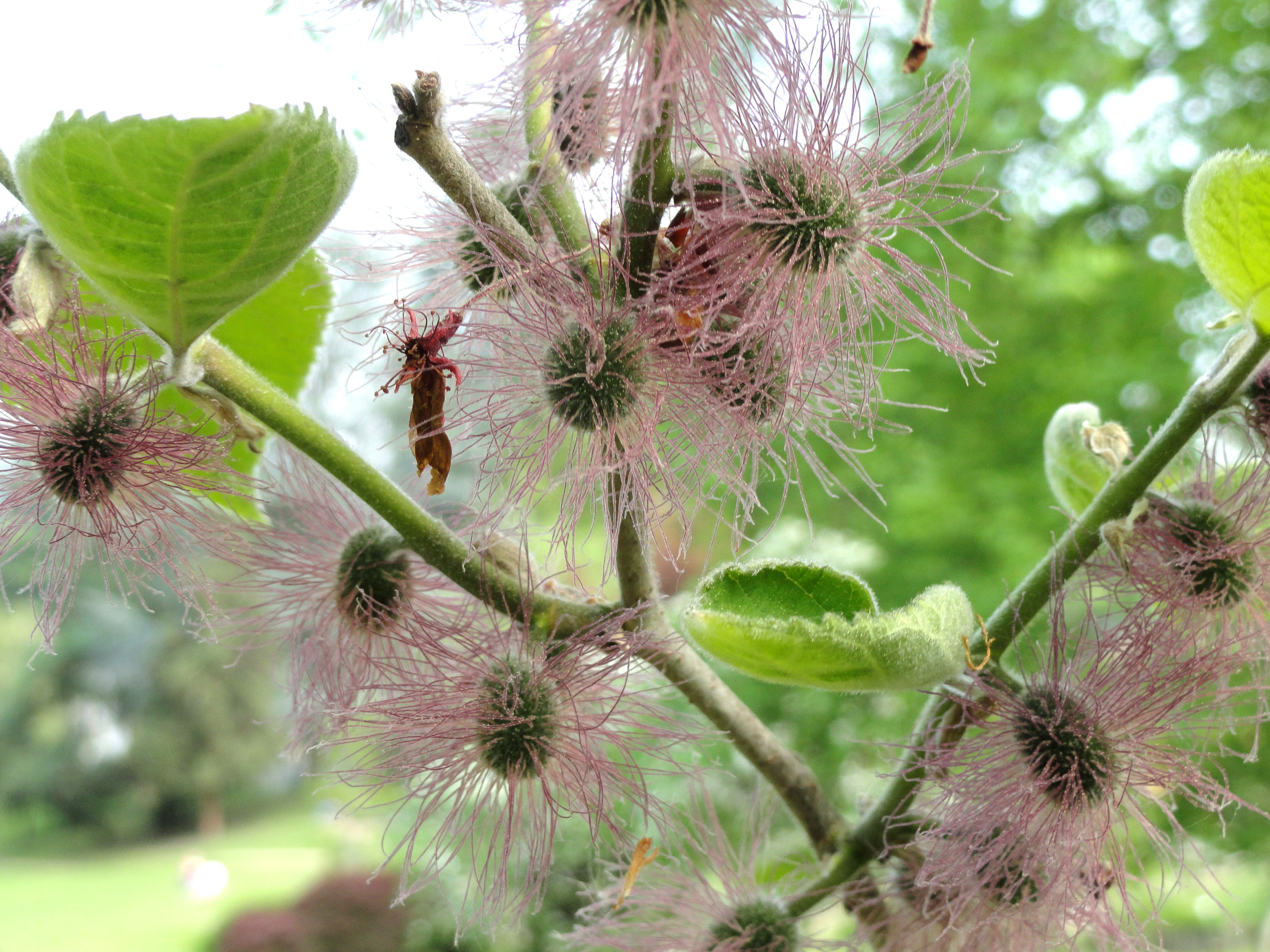
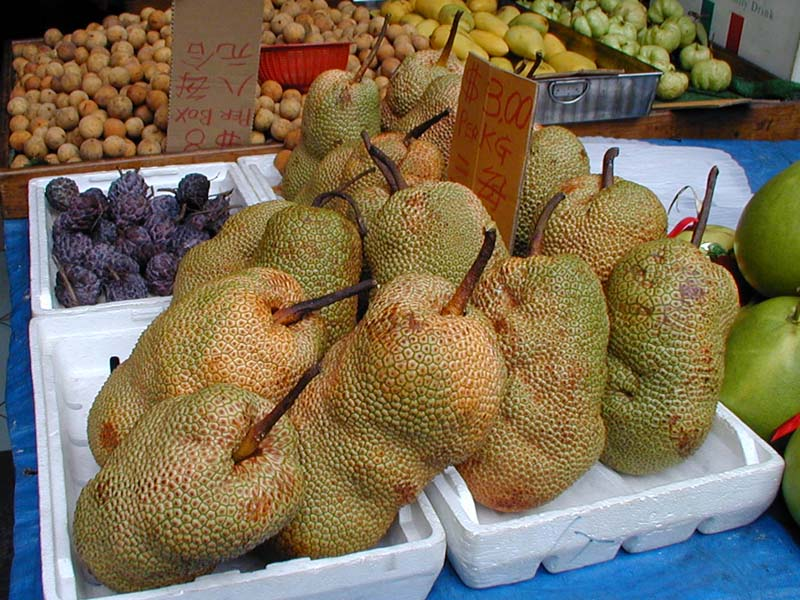
Чемпедак